# Große Japan-Hufeisennase

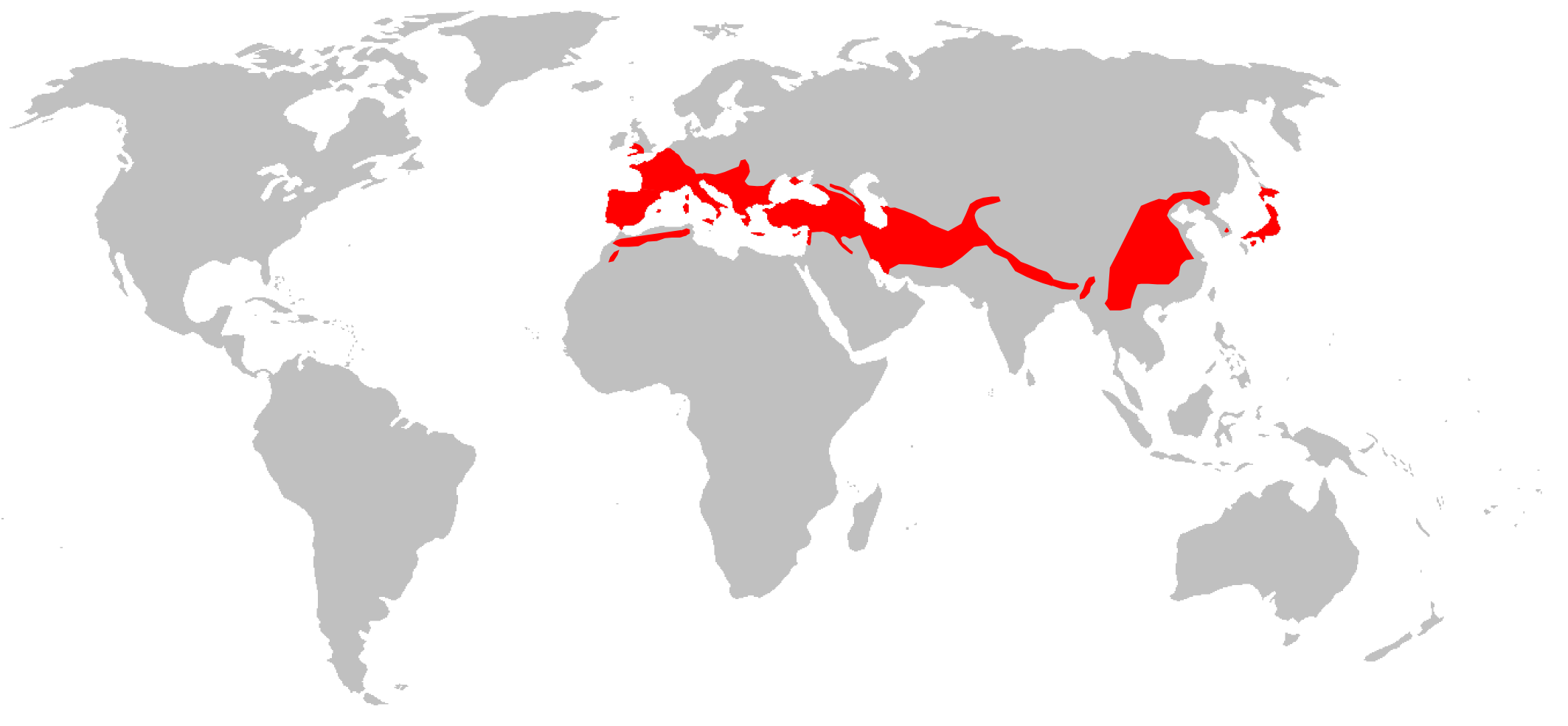
Ältere Skizze zur Verbreitung der Großen Hufeisennase, die Gebiete ab dem nördlichen Indien bis Japan zählen nun zur Großen Japan-Hufeisennase

Die Große Japan-Hufeisennase (Rhinolophus nippon) ist ein in Asien verbreitetes Fledertier in der Gattung der Hufeisennasen. Die Population zählte noch bis 2003 als Unterart zur Großen Hufeisennase (Rhinolophus ferrumequinum). Der deutsche Name und der Artzusatz im wissenschaftlichen Namen beziehen sich auf den Fundort des Typusexemplars.

## Merkmale
Mit einer Kopf-Rumpf-Länge von 55 bis 79 mm, einer Schwanzlänge von 25 bis 44 mm und mit 49 bis 64 mm langen Unterarmen erreicht die Art etwa dieselbe Größe, wie die Große Hufeisennase. Die Hinterfüße sind 10 bis 14 mm lang und die Länge der Ohren liegt bei 18 bis 29 mm. Allgemein sind Männchen größer als Weibchen. Abweichend von Rhinolophus ferrumequinum hat die Große Japan-Hufeisennase Schienbeine, die länger als 25 mm sind und eine etwas dunkleres Fell. Die Fellfarbe variiert oberseits zwischen braun, graubraun und hellbraun mit mehr oder weniger deutlichen roten Tönen. Exemplare aus Japan sind manchmal dunkel orangebraun, was auch eine jahreszeitliche Morphe sein kann. Unterseits kommt gelbbraunes Fell vor. Das Nasenblatt besteht aus einer kleinen hufeisenförmigen Grundform und mehreren Anhängen, wobei der obere Lappen etwa dreieckig ist. Typisch sind ein oder drei Falten in der Unterlippe, wobei die äußeren unscheinbar sein können. Diese Fledermaus hat graubraune Flughäute. Der diploide Chromosomensatz enthält 58 Chromosomen (2n=58). Zukünftige Studien sollten die abweichenden Schädelmerkmale zwischen Rhinolophus nippon und Rhinolophus ferrumequinum deutlicher festlegen.

## Verbreitung
Die Art hat mehrere disjunkte Population im Norden Indiens, in Nepal, Bhutan, im nördlichen Bangladesch, im östlichen China, auf der Koreahalbinsel und in Japan, inklusive kleinerer Inseln. Sie hält sich in Wäldern der gemäßigten Zone auf und erreicht in Gebirgen 3500 Meter Höhe.

## Lebensweise
Die Tagesverstecke der nachtaktiven Großen Japan-Hufeisennase liegen in Höhlen, unter Dächern oder in wenig genutzten Gebäuden. Bei Nahrungsmangel nimmt die Fledermaus einen torpiden Zustand ein und in nördlichen Gebieten hält sie Winterschlaf. In der warmen Jahreszeit kommen Einzeltiere, kleine Gruppen oder große Kolonien im Versteck vor. Zum Winterschlaf wärmen sich mehrere Exemplare dicht beieinander. Zur Geburt der Nachkommen bilden trächtige Weibchen eigene Kolonien und häufig werden Kolonien mit Junggesellen registriert. Die Nahrungssuche findet bei Weibchen in einem etwa 1,3 Hektar großen Revier statt. Selten fliegen die Tiere vor dem Winter bis zu 130 km.
Die Rufe zur Echoortung haben eine Frequenz von 65 bis 76 kHz mit Variationen abhängig von der Verbreitung. Die Große Japan-Hufeisennase hat in der Nacht meist einen Jagdstand und startet von dort Flüge über den Grund oder Pflanzen um Beute aufzusammeln. Diese besteht meist aus Schmetterlingen, Käfern und Zweiflüglern, die mit Köcherfliegen, Steinfliegen, Libellen und Schnabelkerfen komplettiert werden. Manchmal erwachen Exemplare kurzfristig aus dem Winterschlaf und jagen Motten. Die Paarung findet im Spätsommer oder Herbst statt und der männliche Samen verbleibt bis zum nächsten Frühjahr im weiblichen Geschlechtstrakt. Die Nachkommen einer Kolonie werden etwa gleichzeitig Anfang Sommer geboren. Die Jungtiere halten sich an der Unterseite der Mutter fest. Sollte sich eine Verbindung lösen, können sich Mutter und Kind an ihren Rufen erkennen. Nach etwa 32 Tagen beginnen die Jungtiere mit fester Nahrung und nach etwa 40 Tagen erhalten sie keine Muttermilch mehr. Eine erfolgreiche Fortpflanzung erfolgt meist 2 bis 4 Jahre nach Erreichen der Geschlechtsreife. Sehr selten haben Weibchen nach einem Jahr ihre ersten Nachkommen. Ein Weibchen wurde 23 Jahre alt. Viele Weibchen kehren zur Aufzucht ihrer Jungtiere an den Ort ihrer eigenen Geburt zurück.

## Gefährdung
Regional können sich Landschaftsveränderungen, Störungen in den Höhlen und intensivere menschliche Nutzung der Gebäude negativ auswirken. Die Große Japan-Hufeisennase kommt in geeigneten Habitaten häufig vor. Eine Listung durch die IUCN war bis 2024 noch nicht erfolgt.